# 差別侵食
差別侵食（さべつしんしょく、英: differential erosion）とは、強度の異なる地質が隣接してある場合、軟らかい地層のほうが早く風化・侵食され、硬い地層の方があまり風化・浸食されないという作用・状態・現象を指す地学・地質学・地球科学で用いられる概念。
ほぼ同一の地域・環境条件にありながら、侵食抵抗度の異なる地質・岩質のため、風化・浸食状況に大きな差異が生じることを意味している。選択侵食とも。
差別侵食の結果、凸凹または波状のケスタやホッグバックなどをはじめとする組織地形が形成される。